# Королевская академия художеств (Лондон)
Короле́вская акаде́мия худо́жеств (англ. Royal Academy of Arts, часто просто Royal Academy, сокр. RA) — независимое учреждение, финансируемое из частных источников, возглавляемое выдающимися художниками и архитекторами Великобритании. Располагается в Бёрлингтон-хаусе на Пикадилли в Лондоне. Основная цель академии — способствовать созданию, оценке и популяризации произведений национального изобразительного искусства посредством выставок, обучающих программ и общественных дискуссий.

## История

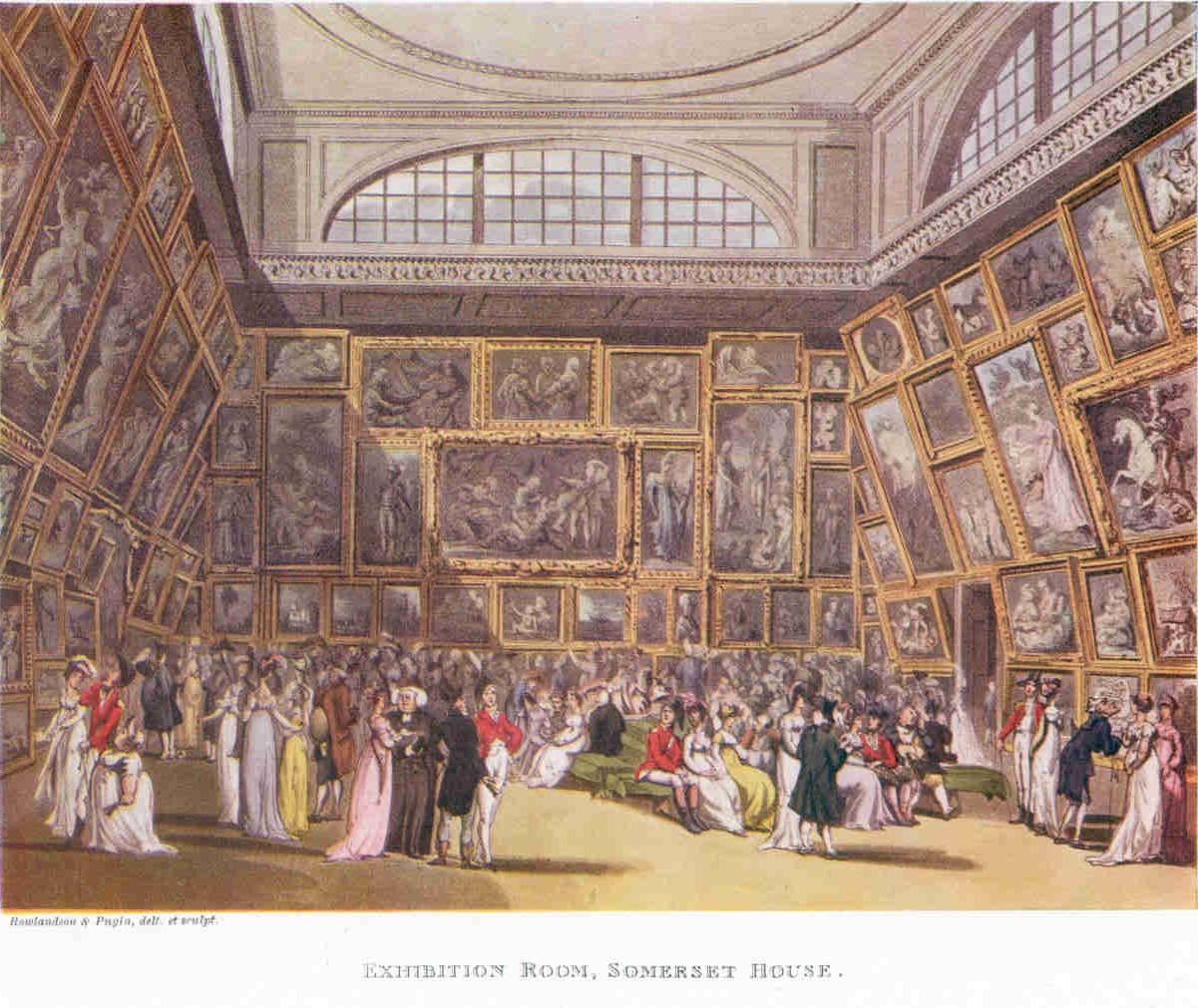
Выставка Королевской академии художеств в Лондоне. 1800. Офорт, акватинта, раскраска акварелью

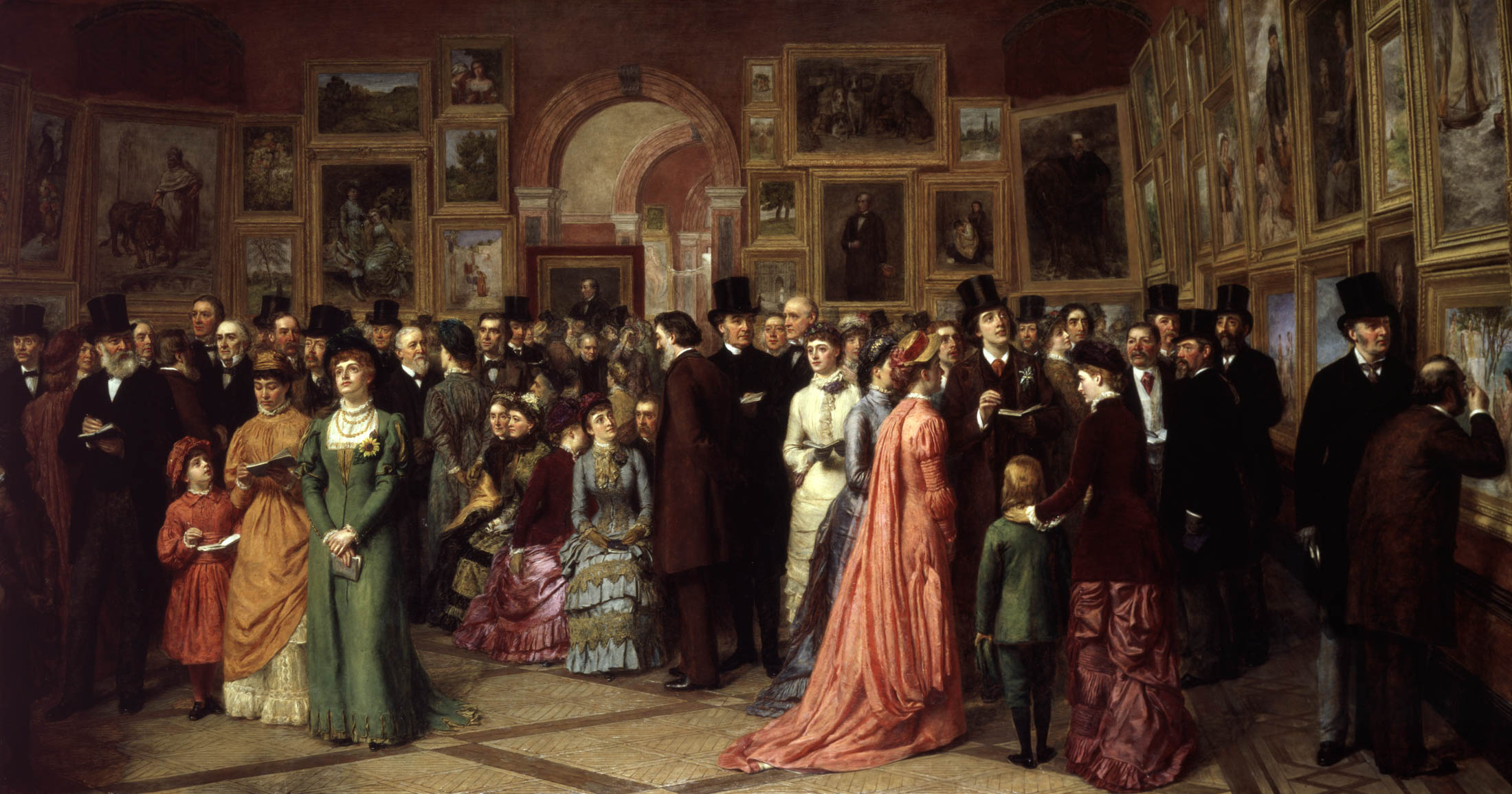
Посетители выставки. 1881. Холст, масло. Среди публики справа: О. Уайльд

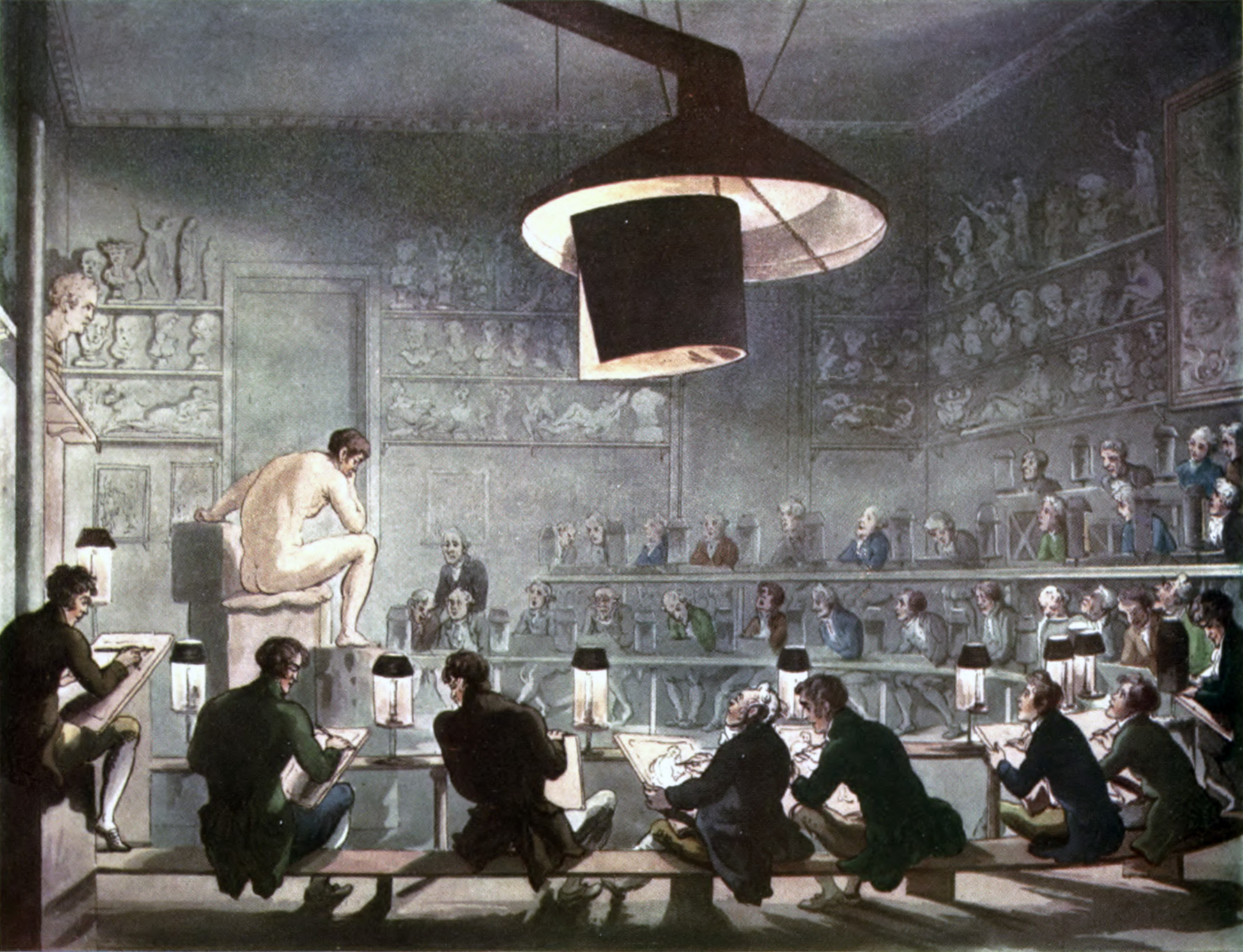
Рисовальный класс академии. 1808. Офорт, акватинта, раскраска

Возникновение Королевской академии художеств связано с попыткой в 1755 году членов Общества поощрения искусств, мануфактур и торговли (Society for the Encouragement of Arts, Manufactures and Commerce), по инициативе скульптора сэра Генри Чира, основать независимую академию искусств. До этого художники, состоявшие членами Общества, в том числе Чир и Уильям Хогарт, участвовали в небольших частных художественных академиях. В частности, У. Хогарт способствовал созданию в 1735 году «Академии Святого Мартина», полное название: Академия Сент-Мартинс-Лейн (St Martin’s Lane Academy). Она возникла из круга живописцев, рисовальщиков и гравёров, собиравшихся в кофейне Слотерс в верхней оконечности улицы Святого Мартина в Лондоне. Классы рисования в Академии Сент-Мартинс-Лейн были неразрывно связаны с распространением новых художественных идей в Англии во времена правления Георга II и Георга III.
Успех Академии Сент-Мартинс-Лейн привёл к образованию Общества художников Великобритании (Society of Artists of Great Britain) и Свободного общества художников (Free Society of Artists). Сэр Уильям Чемберс, выдающийся архитектор и глава архитектурного департамента Управления работ, использовал свои связи с королём Георгом III, чтобы получить королевское покровительство и финансовую поддержку Академии. Королевская академия художеств была основана личным актом короля Георга III 10 декабря 1768 года с миссией «создать школу или Академию рисования для использования студентами искусств» с ежегодной выставкой.
В учредительном акте, подписанном королём, были названы 34 члена-учредителя, а общее количество членов допускалось до 40 человек. 10 декабря 1768 года были утверждены первые сорок членов будущей Королевской Академии. Первым президентом Академии был избран сэр Джошуа Рейнолдс. Первоначально Королевская академия размещалась в тесных помещениях в Пэлл-Мэлл, хотя в 1771 году ей было предоставлено временное помещение для библиотеки и школ в Олд-Сомерсет-Хаусе, бывшем тогда королевским дворцом. В 1837 году Академия заняла восточное крыло недавно построенной Национальной галереи (спроектированной другим академиком, архитектором Уильямом Уилкинсом на Трафальгарской площади. Но и эти помещения вскоре оказались слишком малы для размещения всех академических учреждений. Только в 1868 году, через сто лет после основания, Академия переехала в палладианскую резиденцию графа-архитектора лорда Бёрлингтона — Бёрлингтон-хаус на Пикадилли в Лондоне, где и остаётся по настоящее время.
Ныне состав Академии ограничен 80 местами, из которых 14 зарезервировано для скульпторов, 12 — для архитекторов и 8 для гравёров; остальные 46 занимают живописцы. Новые академики выбираются действующими членами Академии.
Основой деятельности Академии являются ежегодные публичные выставки. По правилам, участвовать в них могут не только академики, но и любой желающий художник, для чего необходимо представить работу на рассмотрение конкурсной комиссии. Многие произведения искусства, показанные на ежегодных выставках, продаются. Первая выставка Королевской академии, открытая для всех художников, продлилась с 25 апреля до 27 мая 1769 года. Было показано 136 произведений искусства, и эта выставка, теперь известная как Летняя выставка Королевской академии, проводится ежегодно без перерывов до наших дней.
Наряду с работой постоянно действующего музея Академии ежегодные выставки являются одним из основных источников дохода Академии — это важно, поскольку Королевская Академия художеств по своему статусу не принимает финансовой поддержки от государства или короны. Тем не менее, Бёрлингтон-хаус, находящийся в собственности правительства Британии, передан Академии в номинальную аренду на 999 лет.
Среди членов Академии были такие выдающиеся британские художники, как Томас Гейнсборо, Джозеф Тёрнер, Томас Филлипс, Джон Констебл, Джон Эверетт Милле, Джордж Клаузен и др. Окончил Академию с серебряной медалью и Римской премией наиболее крупный британский фальсификатор произведений искусства в XX веке Эрик Хебборн. В 1948 году Почётным членом Королевской академии стал Уинстон Черчилль.
При Королевской Академии художеств существует училище, в котором обучались известные художники, в том числе Тёрнер и Атул Бос.

## Президенты Академии художеств
| Джошуа Рейнолдс     | 1768—1792            |
| Бенджамин Уэст      | 1792—1805            |
| Джеймс Уайет        | 1805—1806            |
| Бенджамин Уэст      | 1806—1820            |
| Томас Лоуренс       | 1820—1830            |
| Мартин Арчер Ши     | 1830—1850            |
| Чарльз Локк Истлейк | 1850—1865            |
| Фрэнсис Грант       | 1866—1878            |
| Фредерик Лейтон     | 1878—1896            |
| Джон Эверетт Милле  | Февраль—август 1896  |
| Эдуард Пойнтер      | 1896—1918            |
| Астон Уэбб          | 1919—1924            |
| Фрэнк Дикси         | 1924—1928            |
| Уильям Ллевеллин    | 1928—1938            |
| Эдвин Лютьенс       | 1938—1944            |
| Альфред Маннингс    | 1944—1949            |
| Джеральд Келли      | 1949—1954            |
| Альберт Ричардсон   | 1954—1956            |
| Чарльз Уилер        | 1956—1966            |
| Томас Моннингтон    | 1966—1976            |
| Хью Максвелл Кассон | 1976—1984            |
| Роджер де Грей      | 1984—1993            |
| Филип Доусон        | 1993—1999            |
| Филип Кинг          | 1999—2004            |
| Николас Гримшоу     | 2004—настоящее время |